# Barra brava

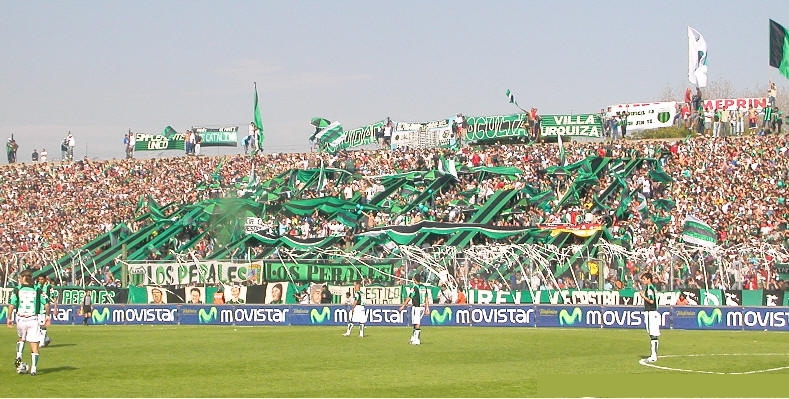
Las barras bravas siempre se ubican en el centro de la tribuna que ocupan (de modo de comandar a la hinchada, coordinando los cánticos y el despliegue de banderas) y sus miembros suelen hallarse dispersos entre medio de las banderas que extienden. En la imagen, tribuna ocupada por hinchas del Club Atlético Nueva Chicago con la barra brava ubicada en el centro.

Una barra brava es el término que se le da en Hispanoamérica a un grupo organizado de fanáticos dentro de una hinchada de fútbol, encargado de alentar durante los partidos a los jugadores del club con el que simpatiza y de amedrentar a los jugadores y aficionados rivales mediante el despliegue de banderas, la entonación de cánticos y, ocasionalmente, el ataque a los simpatizantes de los clubes rivales, además de defenderse y defender al resto de la propia afición de posibles ataques de hinchadas rivales o de la represión policial.
La expresión barra brava se originó en Argentina en la década de 1960, aunque dichos grupos surgieron ya la década anterior y luego se extendieron por toda Hispanoamérica y, en menor medida, Brasil. Son similares a otros grupos aparecidos posteriormente como ultras, hooligans y torcidas organizadas.

## Origen y características
En la década de 1920, las hinchadas de los clubes argentinos comenzaron a tener grupos con algunas similitudes a las posteriores barras bravas. Los mismos eran conformados por hinchas que destacaban entre el público por su fervor, pero sin una gran organización ni número de personas, además de que no recibían financiación. Desde un comienzo, la prensa denominó a estos grupos como barras (ya que es un término que en Argentina se usa para denominar a los grupos de personas que se reúnen frecuentemente bajo un interés común -equivalente a uno de los significados del término pandilla-, generalmente amigos). Un ejemplo de ello fue "La barra de la goma" (formada en 1927), seguidora del Club Atlético San Lorenzo de Almagro y denominada así porque, en los partidos jugados de local, sus miembros utilizaban la goma de las ruedas de bicicletas (rellena de arena y atada en los extremos con alambres) para atacar a los hinchas rivales que, en algunos partidos, arrojaban pequeños proyectiles al arquero de San Lorenzo de Almagro para molestarle cuando debía intervenir en el juego.
El accionar de estos grupos se limitaba a los estadios en los días de partido, y no solían organizarse frecuentemente para acompañar al equipo de visitante ni tenían como objetivo provocar violencia, ya que la misma solía surgir de forma espontánea y generalmente en partidos que estaban resultando difíciles para su club, de modo de intentar influir en el resultado al amedrentar al equipo rival y la terna arbitral mediante insultos y el lanzamiento de proyectiles, aunque ocasionalmente invadían el campo de juego y llegaban a recurrir a los golpes. También se encargaban de amedrentar o atacar a los hinchas rivales que intentaran perjudicar a los jugadores de su club mediante los mismos métodos. Debido a su comportamiento, ya a fines de dicha década, algunos periódicos llegaron a describir a estas barras como bravas, por lo que aparece la conjunción barra brava por primera vez, pero no utilizada como una denominación.

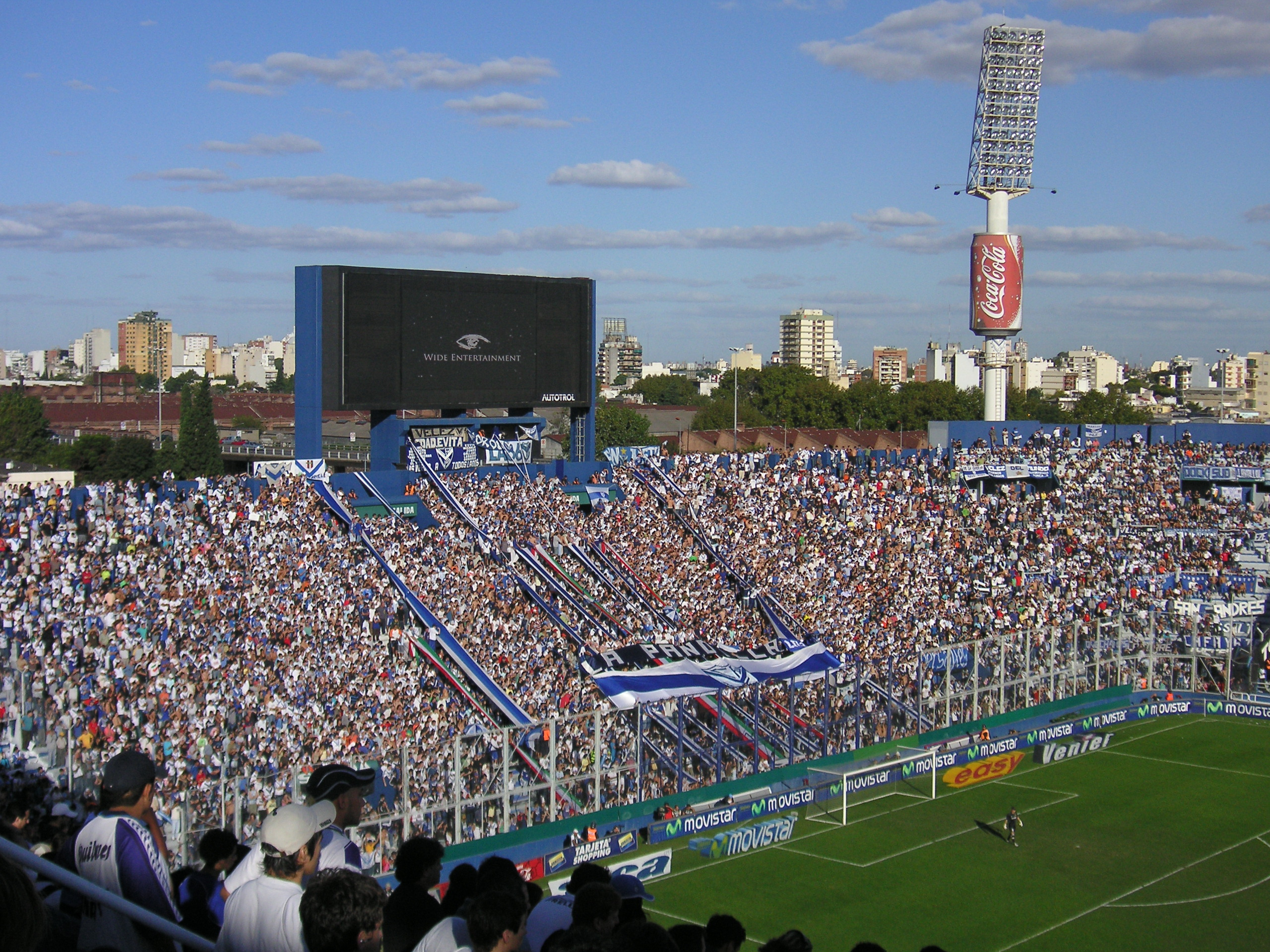
Las banderas en forma de tiras (en Argentina denominadas trapos largos o tirantes) de varios metros de longitud que se despliegan, desde la parte superior de la tribuna, en sentido descendiente entre el público de pie, pertenecen exclusivamente a estos grupos y son las más características de los mismos, ya que el resto de los hinchas no posee banderas de este mismo estilo. En la imagen se observa a La Pandilla, barra brava de Vélez Sarsfield.

Durante la década de 1980 el fenómeno llegó a Chile, Paraguay, Ecuador y Perú, y posteriormente su uso se fue extendiendo por otros países de Hispanoamérica, como Honduras, Costa Rica, Guatemala, México y Colombia (donde los miembros de las barras bravas son denominados barristas). Allí han adquirido progresivamente notoriedad, en especial desde comienzos de la década de 1990.
Además, en Brasil surgieron en los últimos años grupos que se autodenominan barras bravas y se diferencian de las torcidas organizadas, emulando en todos los aspectos a sus pares argentinas, habiendo clubes que poseen tanto una torcida organizada como una barra brava, especialmente en el sur del país.
Generalmente las barras bravas utilizan banderas, lienzos y diferentes instrumentos musicales (como instrumentos de viento de bronce, además de bombos, cajas, repiques, Surdos) los que acompañan sus cánticos. También se caracterizan por ubicarse en las tribunas populares, que frecuentemente carecen de asientos y donde los espectadores deben ver el partido de pie.
Excepto en Argentina y Uruguay, suelen tener su origen en una parte de la juventud urbana que busca la pertenencia a un grupo con el que sentirse identificado (misma razón por la que surgen las pandillas juveniles). Si bien existe una amplia variedad, las barras bravas tienden a presentar ciertos rasgos comunes: exaltación de la fuerza, sentido del honor asociado con la capacidad de pelear y necesidad de reafirmación. Tradicionalmente, se ha asociado a estos grupos con jóvenes urbanos marginales acostumbrados al consumo de alcohol y drogas, aunque en Argentina y Uruguay los integrantes suelen ser de mayor edad, pues en estos países el fenómeno está más arraigado (al igual que sucede con los grupos similares de Europa).

## Estudios académicos

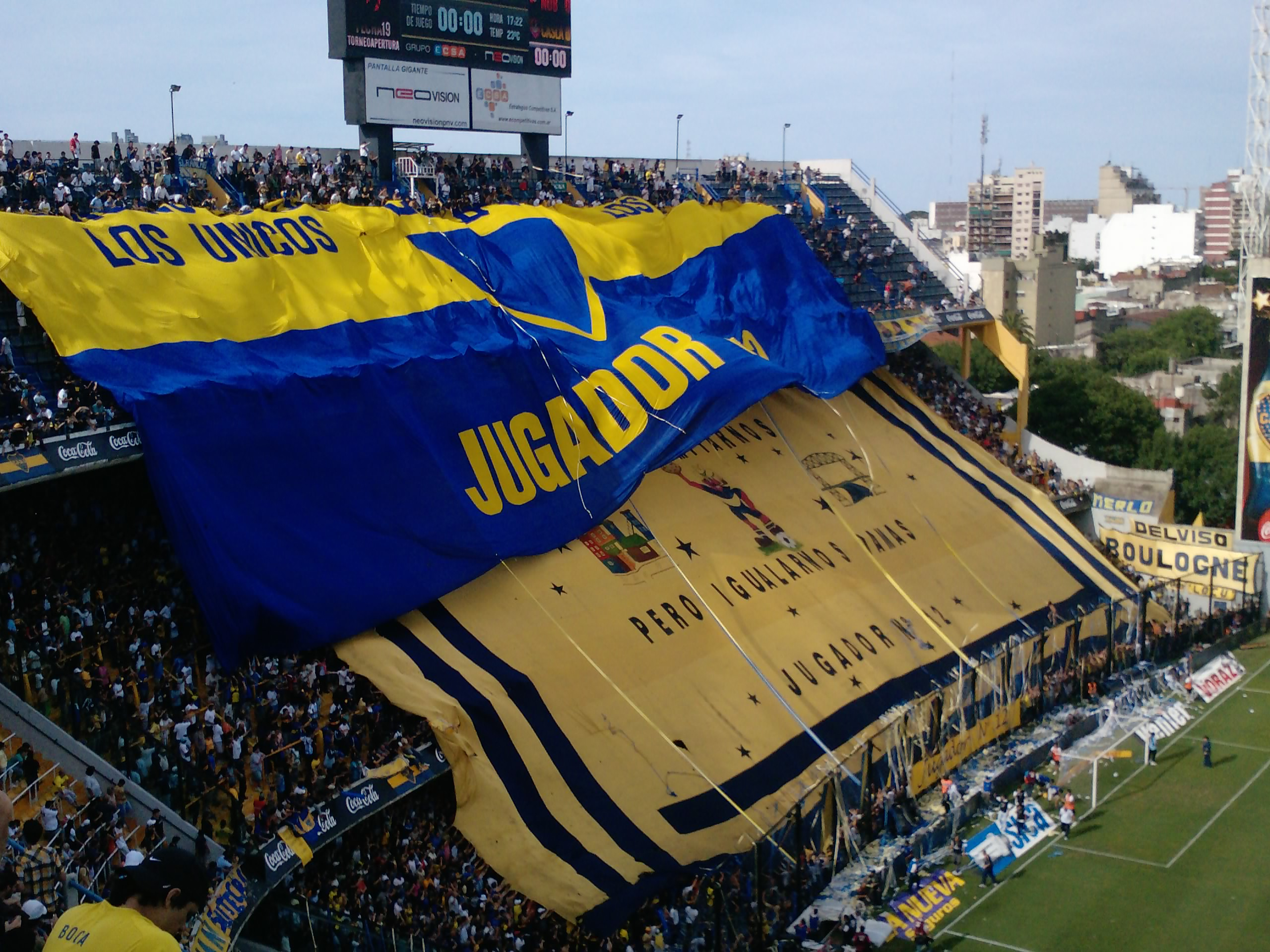
La 12, barra brava del Boca Juniors de Argentina.

Norbert Elias y E. Dunning han demostrado que los deportes, entre ellos el fútbol y el baloncesto, concentran y controlan las emociones humanas que no se muestran en la vida pública. En vista de ello, la violencia queda regulada por medio de ciertos controles que apuntan a la competencia agonal y a la caballería. Si bien la práctica de deportes en la modernidad es menos violenta en comparación con otras épocas, las hinchadas parecen tomar mayor protagonismo, reconfigurando el monopolio de la violencia en estos espacios.
El hooliganismo es una fiel expresión de cómo funcionan las sociedades industriales. Se puede entender como una negación al conformismo mediático basado en experiencias hedonistas y cortoplacistas, cuya reificación se corresponde con el deseo de consumo. El mundo del deporte permite una temporal liberación en donde el consumo de estupefacientes, la adrenalina y el alcohol van condicionando la estructura de la mentalidad y el cerebro. A diferencia de otros ciudadanos, los "barras" desarrollan una mayor dependencia a las experiencias hedonistas y nuevas. Esta tendencia, particularmente, los predispone al consumo de drogas, al desarrollo de prácticas violentas y a la impulsividad.
Las teorías psicológicas apuntan al hooligan como un individuo con serios problemas de relación y sometido a una constante frustración psicológica. La violencia, como el abuso de sustancias, descomprimen y nivelan la autoestima para evitar la fragmentación de la personalidad. Existen cuestiones de configuración de estatus y prestigio del hooligan respecto de sus pares que explica el proceso de retaliación propio del deporte: este proceso consiste en dirigir un acto hacia un objeto que no es el estímulo inicial de la respuesta; incluso la misma presencia coactiva del Estado en los espectáculos a través de la policía despierta hechos vinculados a la agresión. La violencia, en ocasiones, se ejerce sobre quienes no están a la altura de las circunstancias.
Para explicar este fenómeno, el antropólogo argentino José Antonio Garriga-Zucal afirma que la violencia adquiere una función particular: fija y mantiene los límites territoriales de los grupos humanos. Los "Barras" mantienen un fuerte lazo con su espacio físico, su club, el barrio. Por lo tanto, el problema de la violencia no viene asociado al lazo social, sino a una forma de intercambio que resignifica el mundo del fútbol. La “hombría, la masculinidad y el aguante” son elementos culturales esenciales en la forma de vincularse con otros.
Javier Bundio sugiere que las amistades y enemistades pueden explicarse mediante la construcción del enemigo común: la idea de que el enemigo de mi amigo es mi enemigo crea una tensión entre los grupos imposible de sostener en el tiempo. Por el contrario, el equilibrio se adquiere cuando se invierte la fórmula: el enemigo de mi enemigo es mi amigo. La tesis del equilibrio es por demás interesante para comprender las formas de cómo se tejen las alianzas entre las hinchadas. Bundio confirma que las hinchadas se comparan entre sí mediante el discurso. La alianza fortalece el vínculo entre los grupos, similar al intercambio de dones que implica una suspensión temporal de la hostilidad. Partiendo de la base de que el conflicto es la norma impuesta, entre quienes mantienen similitud de bordes la amistad es vista como algo peyorativo pero imperiosamente necesario para evitar la derrota en inferioridad numérica. No obstante, en ciertas circunstancias, el modelo de Haider no puede explicar cómo se pasa de un estado festivo de camaradería a otro de agresión.

## Argentina

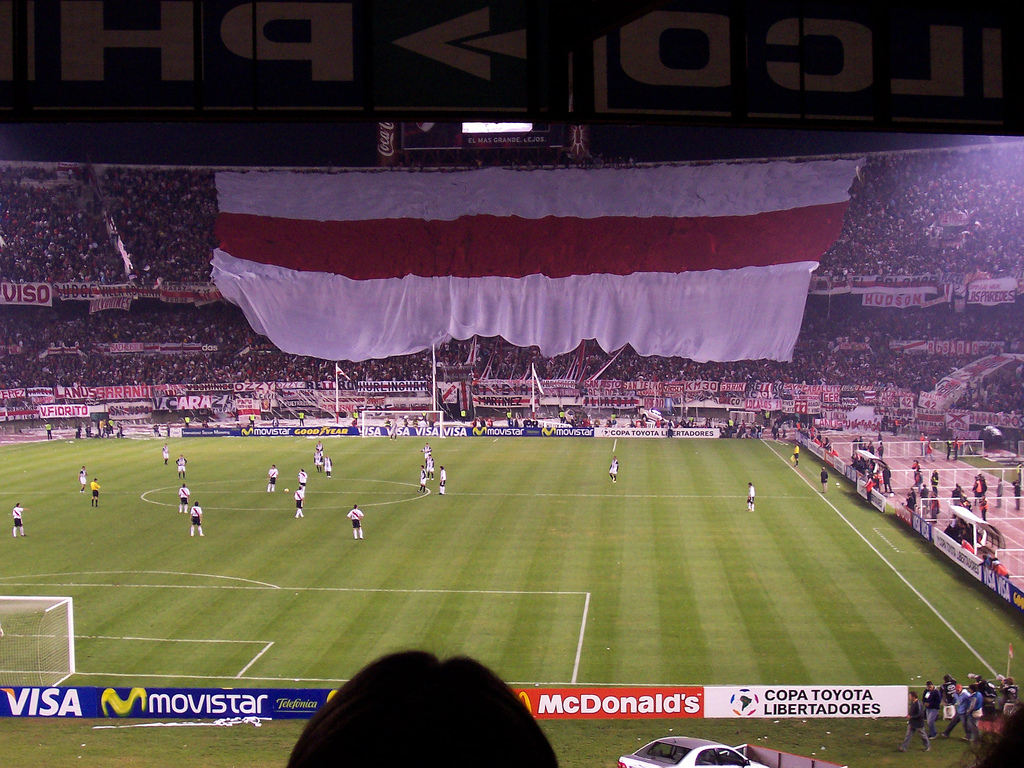
Los Borrachos del Tablón, barra brava de River Plate.

En el período que va desde 1924 a 1957 se produjeron doce muertes relacionadas con el fútbol. Sin embargo, a partir del final de la década de 1950 el fenómeno sufrió importantes cambios: tras la muerte de un hincha (Alberto Mario Linker) ocurrida en octubre de 1958 debido a la represión policial, en el fútbol argentino se inicia una etapa de "acostumbramiento" a la violencia, apareciendo, a comienzos de la década de 1960, el uso de la denominación barras bravas para referirse a los grupos organizados de hinchas violentos (aunque el término se popularizó en la década de 1980) que ya existían desde la década anterior. Desde ese momento empieza a incrementarse el número de muertes; de acuerdo con el periodista Amílcar Romero, entre 1958 y 1985 se produjeron en Argentina 103 muertes relacionadas con violencia en el fútbol; es decir, en promedio una cada 3 meses.
En este período, además, progresivamente se fueron institucionalizando los grupos de hinchas violentos, financiados por los dirigentes de los respectivos clubes. La violencia ha aumentado desde entonces, y los barrabravas comenzaron a ser utilizados también por los políticos y por la policía.
La justicia empleó por primera vez el término «barrabrava» tras el asesinato de un menor de edad hincha de Racing a manos de barras de Huracán, en 1967.
Desde 2013, no se permite partidos de torneos con dos hinchadas en un estadio para evitar los choques violentos entre barrabravas.

## Uruguay

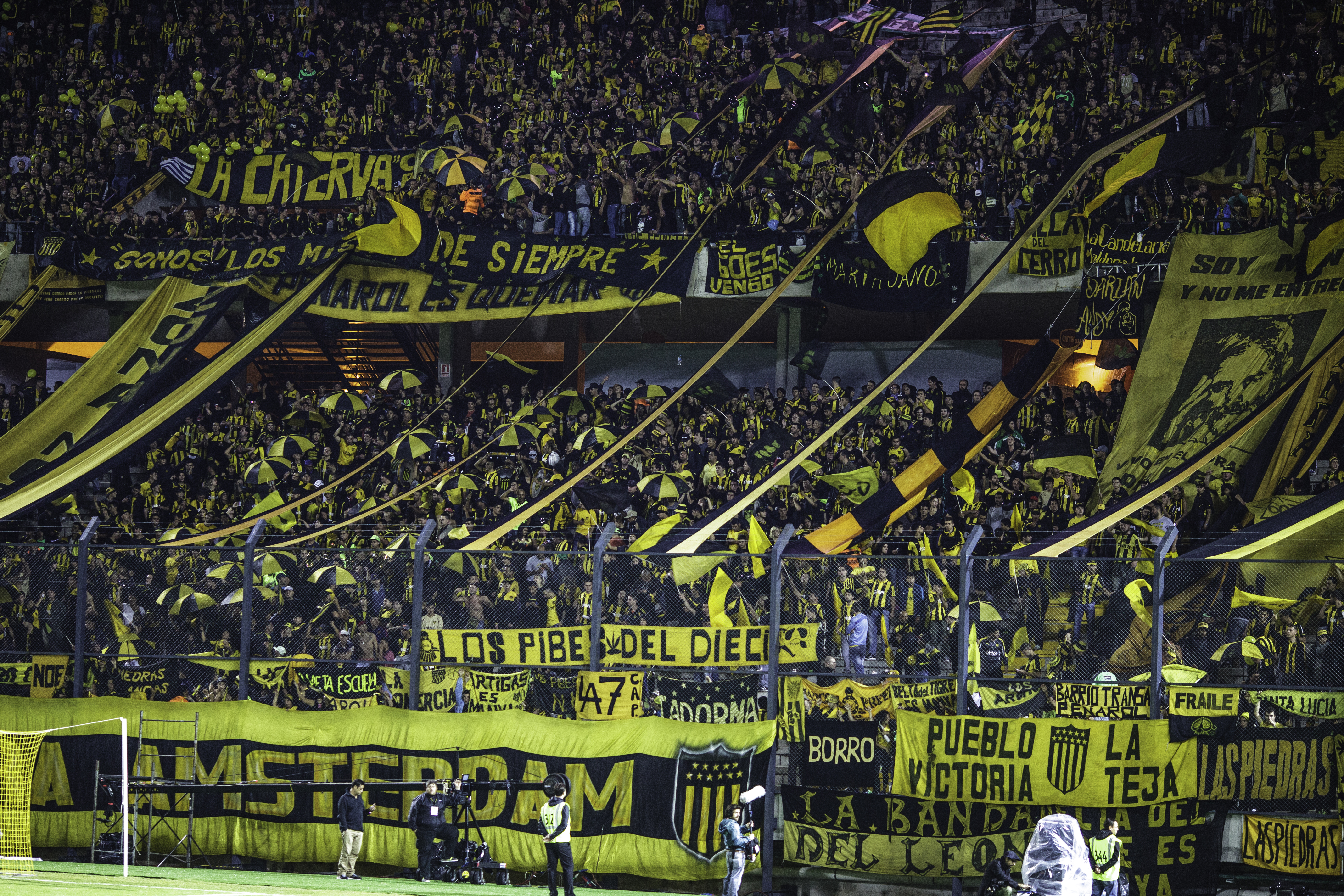
La Barra Ámsterdam es el principal grupo de la hinchada de Peñarol.

Se registran amplios niveles de conflictividad entre ellas y han generado numerosos actos de violencia, llegando a causar diez muertes en total. Las dos barras bravas más conocidas de Uruguay son "La Banda del Parque", del Club Nacional de Football, y "Barra Ámsterdam", del Club Atlético Peñarol. También otra barra brava que ha llegado a causar problemas es la del Club Atlético Cerro, denominada "Los Villeros", dicha barra no es tan grande pero tiene rivalidad fuerte con las dos mencionadas anteriormente y también con la hinchada de Rampla Juniors Fútbol Club.

## Ecuador
Las 4 barras bravas más conocidas en Ecuador son "Marea Roja", del Club Deportivo El Nacional , "Muerte Blanca", de Liga de Quito, Sur Oscura, de Barcelona S.C. y "La Boca del Pozo" del Club Sport Emelec.

## Chile
Los primeros grupos de hinchas organizados hicieron su aparición pública en la década de 1980. En 1988 con ocasión de un partido entre Colo-Colo y la Universidad de Chile, se registraron graves incidentes protagonizados por la Garra Blanca, grupo formado en 1986. Tras uno de los enfrentamientos de Los de Abajo y la Garra Blanca — que terminó con setenta detenidos y graves destrozos en el estadio y en sus alrededores— se comenzó a discutir la necesidad de crear una Ley de Violencia en los Estadios que castigara específicamente este tipo de hechos.
En Chile, a diferencia de Argentina, las barras bravas están compuestas por subgrupos denominados "piños", estos pueden tener desde 5 integrantes hasta 200 aproximadamente, cada "piño" tiene origen en algún barrio de la ciudad del equipo, tienen lienzos y se autodenominan de forma distinta a la barra brava, entre estos "piños" son pocos los que comandan la organización mayor, dando como resultado una agrupación común como lo es la Barra Brava en cuestión.
Algo que ha caracterizado a las hinchadas de Chile es su participación social y política con el objetivo del cambio de la Constitución que se expresó a través de la activa participación que estas tuvieron en el estallido social de Chile de 2019, movilizando y participando en protestas masivas. En muchos casos, organizaron sus propias movilizaciones contra las causas comunes y algunas particulares, como la lucha contra las sociedades anónimas y el Plan Estadio Seguro.

### Hechos de violencia
Las Barras bravas en Chile han sido vinculadas con actividades criminales como el vandalismo, narcotráfico, homicidios y posesión ilegal de artefactos explosivos como fuegos artificiales. Existen antecedentes de Hinchas que han sido conmemorados en Narco-mausoleo en espacios públicos, a su vez, los funerales de los barristas conocidos son calificados de alto riesgo por la policía. Estas costumbres han sido adaptadas de los carteles mexicanos del narcotráfico, además de marcar los territorios con murales alusivos al "piño" o subgrupo que compone la Barra Brava.

## Colombia
Las primeras barras bravas en Colombia se crearon en Bogotá, Medellín y Cali a principios de los años 90, en los años 2000 la mayoría de equipos de Colombia de primera y segunda división ya tenían una barra, y con la constante violencia y enfrentamiento entre estos grupos, se organiza legalmente el barrismo social en Colombia con la promulgación de la Ley 1270 de 2009. Además se han adoptado políticas públicas como el programa "Goles en Paz" en Bogotá, entre otros. Las barras en Colombia son reconocidas por sus salidas, viajes masivos dentro y fuera del país, instrumentales, banderas, murales, el uso del machete como arma. Además de sus proyectos sociales y su participación política recientemente. En los últimos años han sido objeto de investigación por varias Universidades y entidades, y se han realizado documentales, largometrajes y programas de televisión sobre estos grupos en Colombia.

Algunas Barras bravas de Colombia
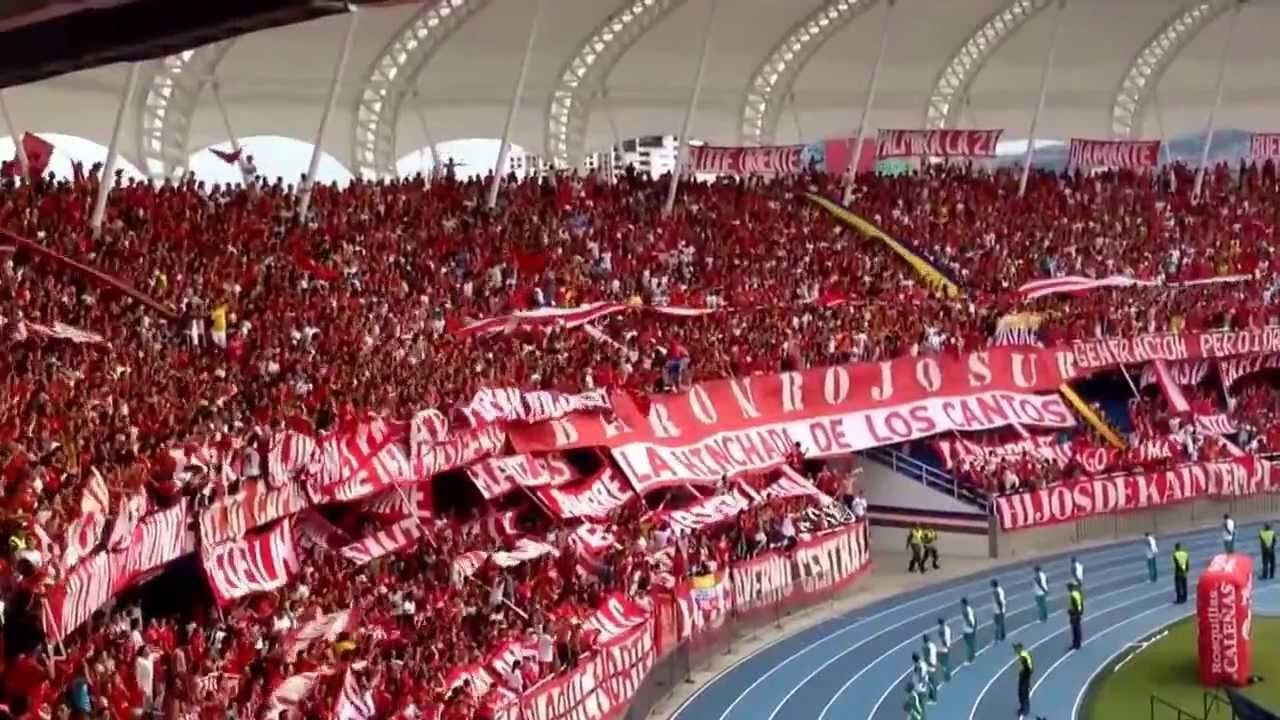
Barón Rojo Sur
- Frente Radical Verdiblanco
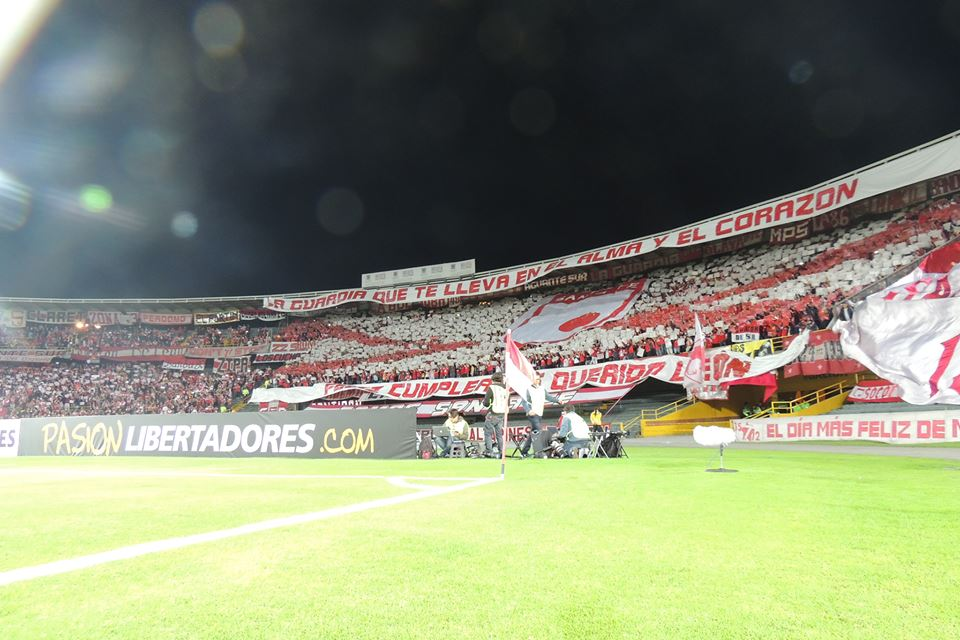
La Guardia Albi-Roja Sur
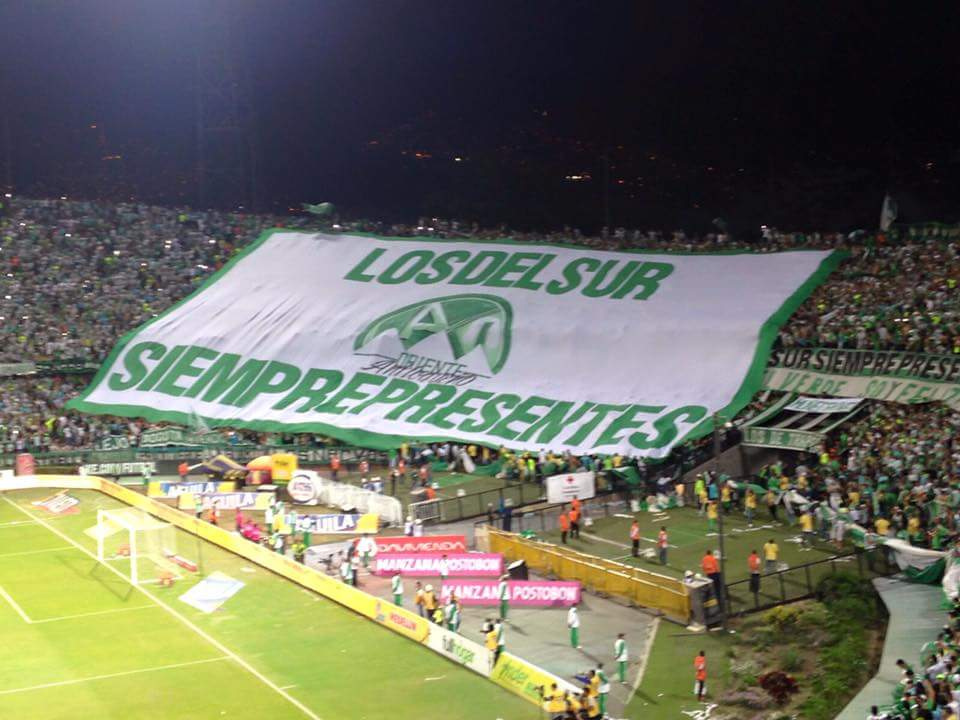
Los Del Sur
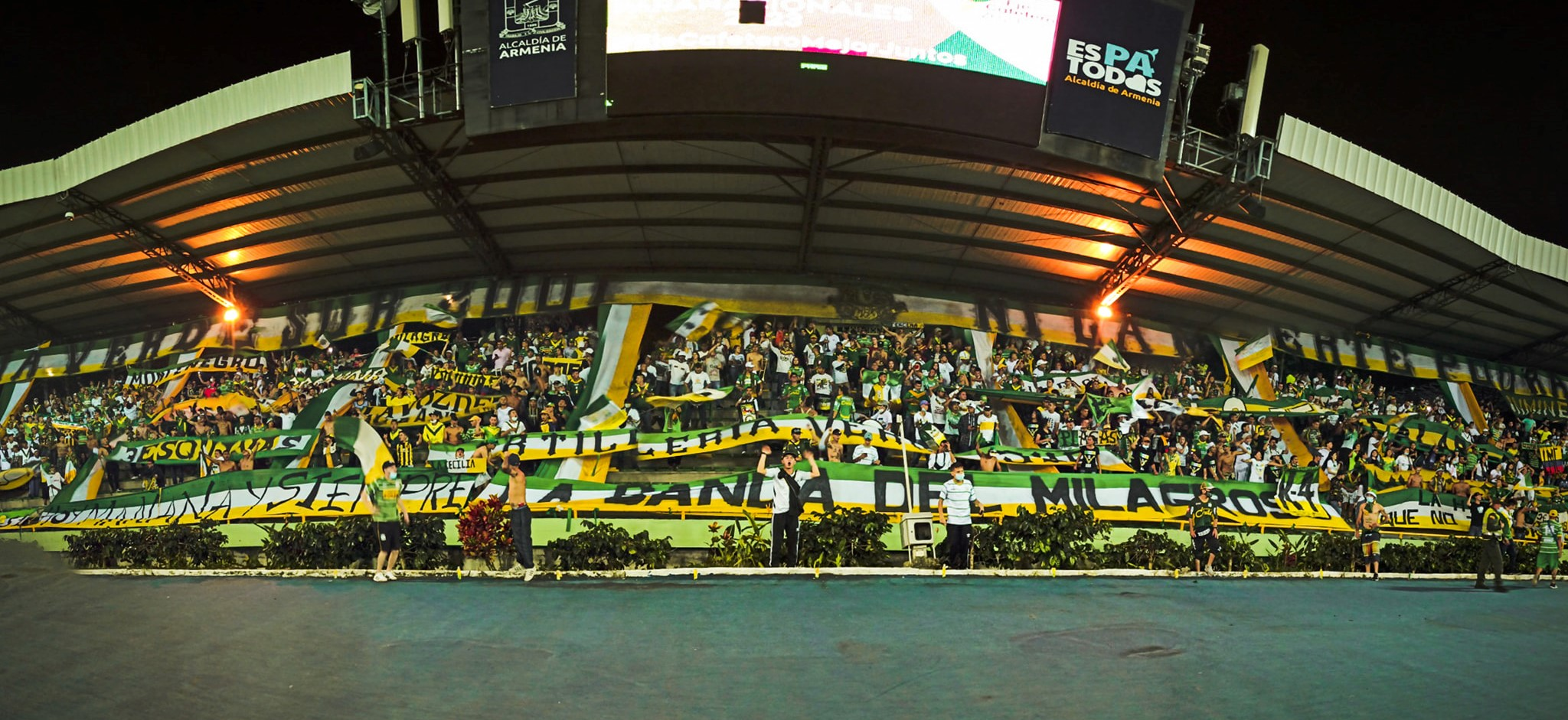
Artillería Verde Sur

## Honduras

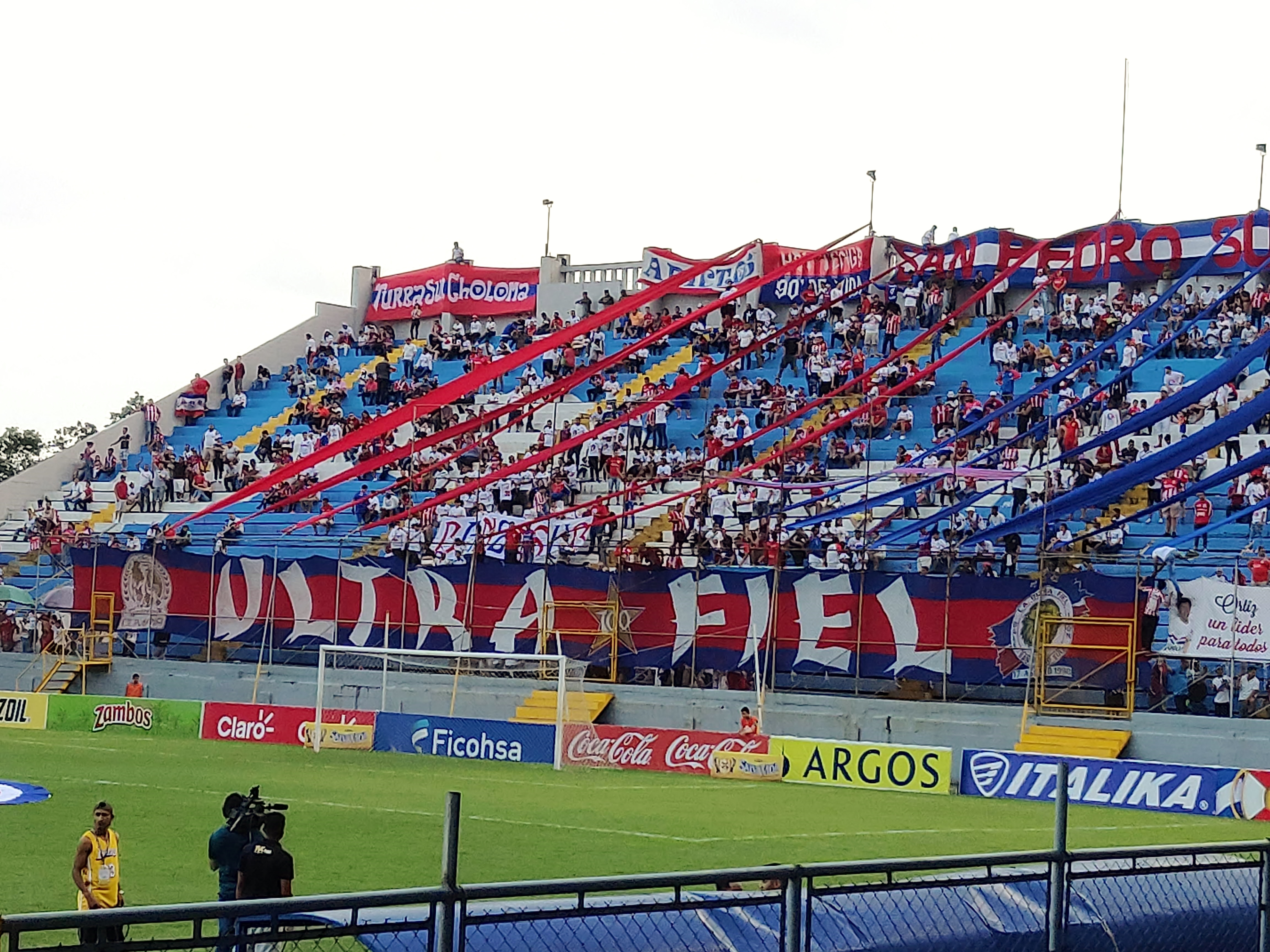
Ultra fiel de la ciudad de Choloma.

La liga nacional de Fútbol Hondureña ha poseído fanáticos fieles a sus equipos desde hace muchas décadas. En la actualidad el país pósee varios equipos profesionales que tienen una sólida base de seguidores que se muestran en todos sus partidos a o largo del país. Siendo los dos equipos nacionales más notables El C.D Olimpia como La barra Ultra Fiel y el Motagua F.C con la barra conocida como La Revo. A los partidos entre ambos equipos en la capital Hondureña en el Estadio Nacional se los conoce como "El clásico": dichos partidos siempre hacen que el estadio se llene bastante, siendo esta la principal razón por la que se incrementa la presencia policial para evitar incidentes provocados por ambos fanáticos. 

Otros equipos de la liga Nacional Hondureña con alto nivel de seguidores son los equipos de San Pedro Sula, el Real España y el C.D Marathón. De la misma manera otros equipos de la Liga de Ascenso de Honduras tales como el Platense y el parrillas One los cuales han logrado cultivar una fanaticada sólida y fiel en sus partidos. 

Algunas barras bravas de Honduras
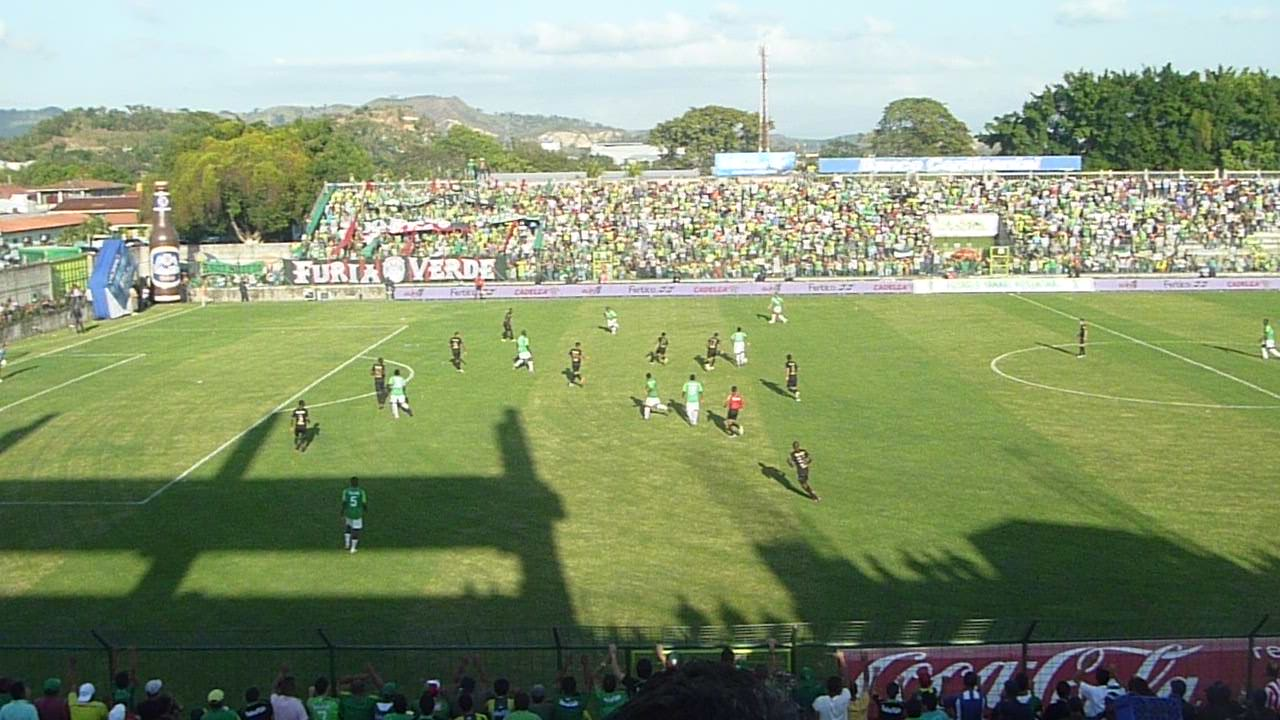
Barra brava del Marathon.
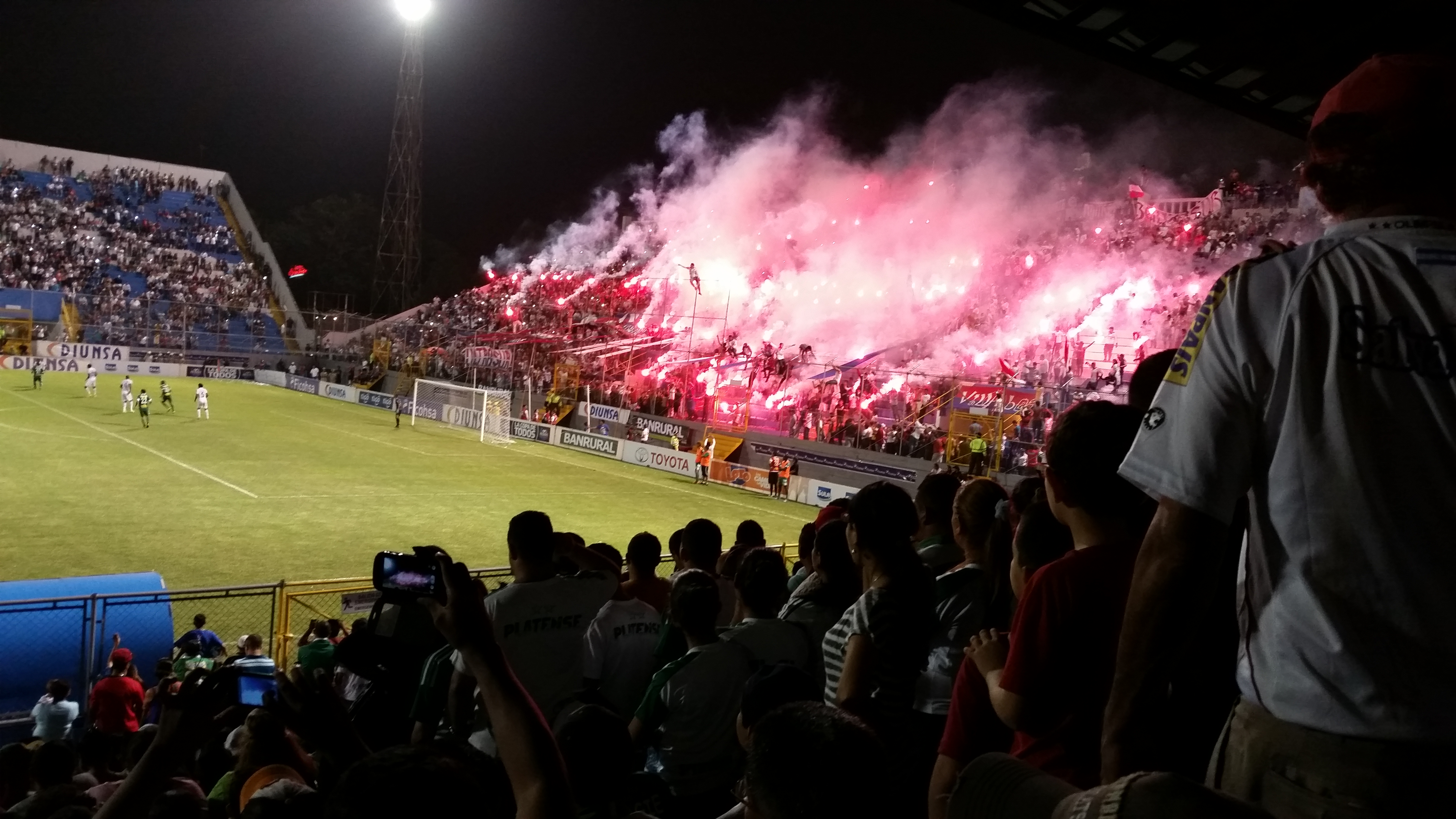
La Ultra fiel del Olimpia.
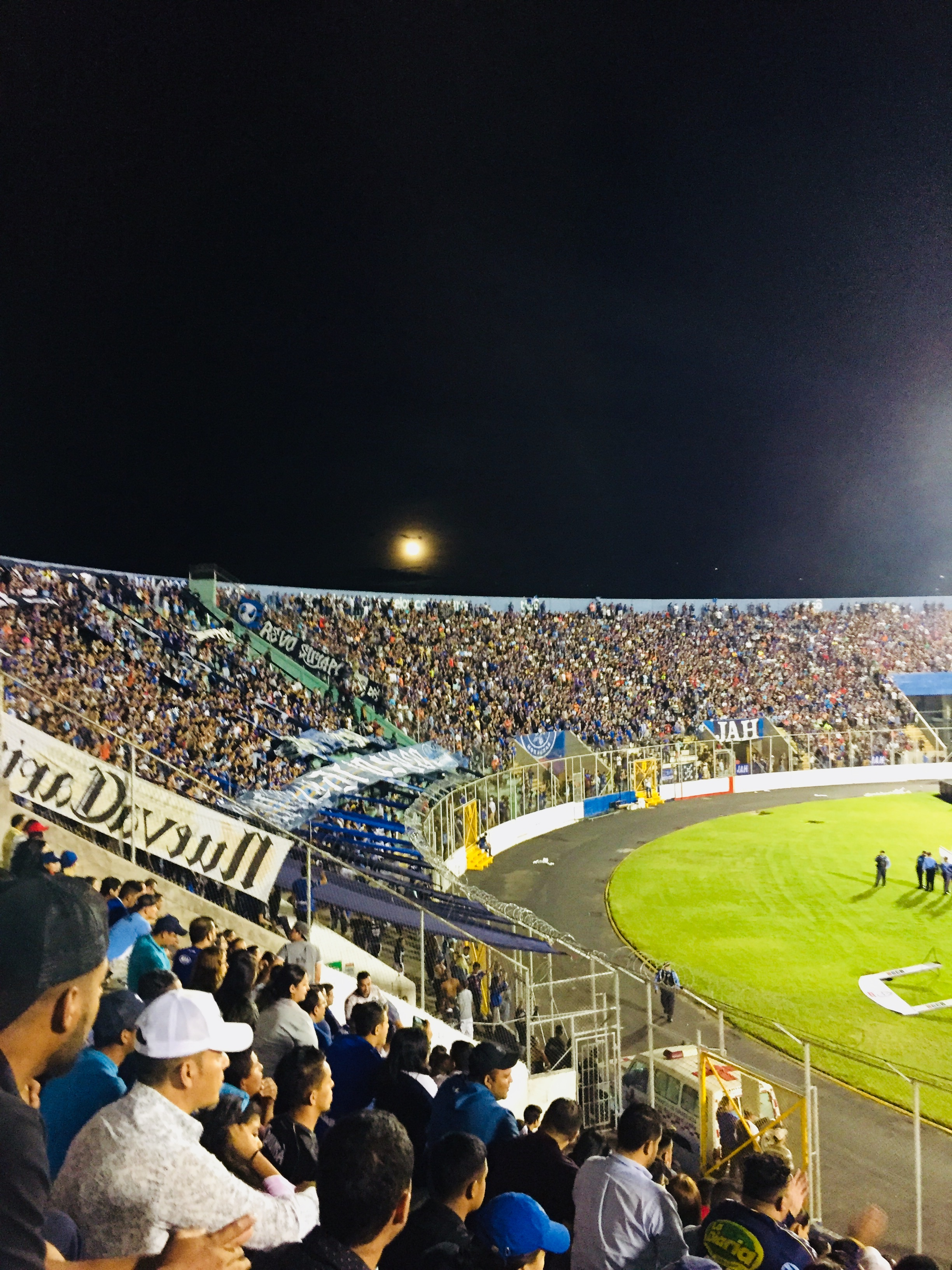
Hinchas del Motagua.
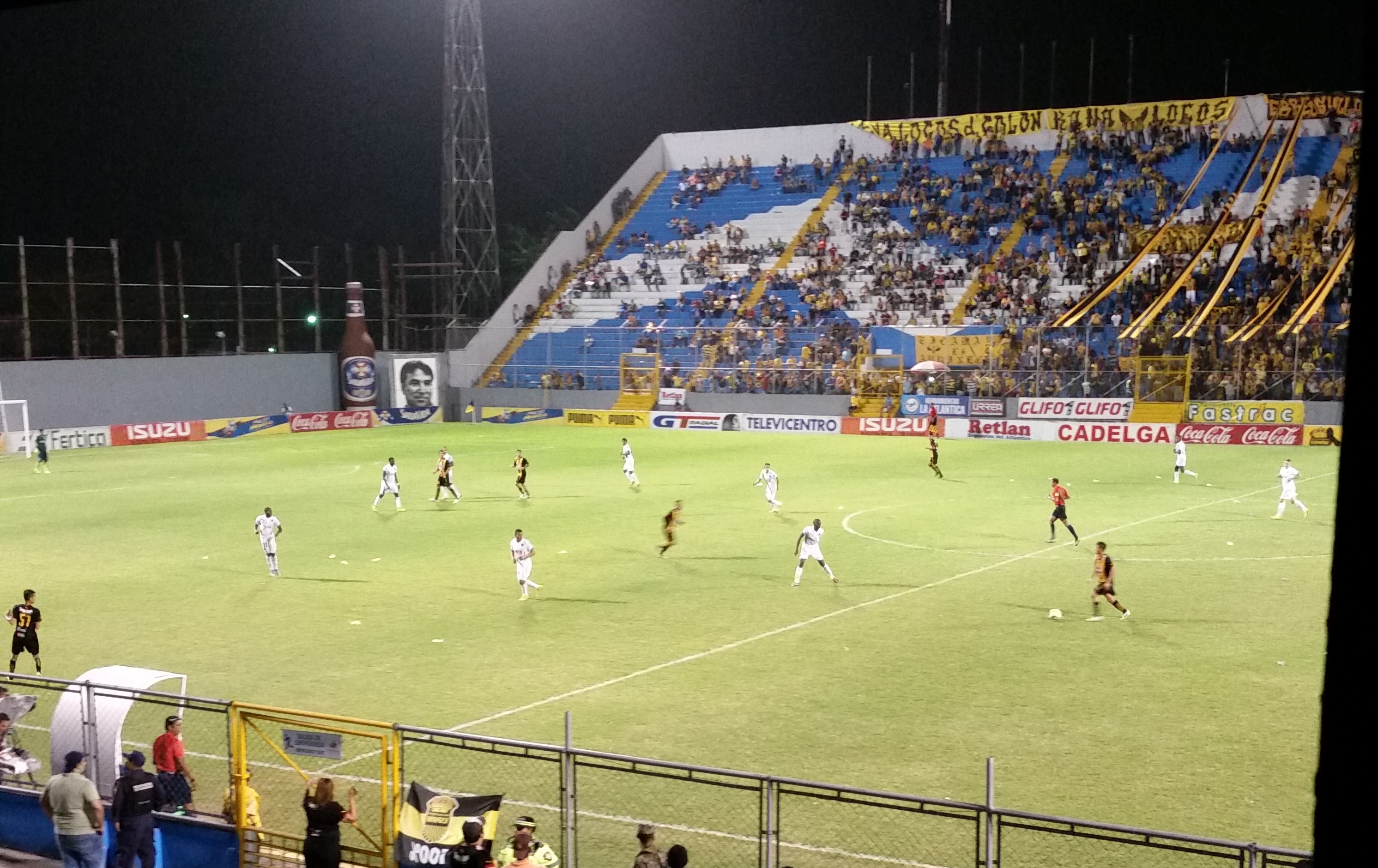
Barra del Real España

## Perú

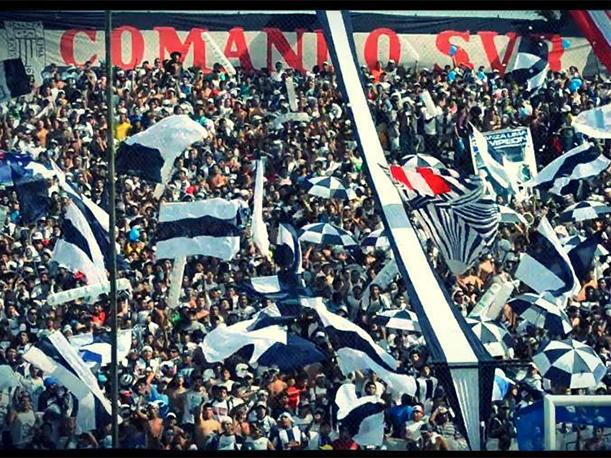
Barra brava de Alianza Lima.

El fenómeno de las barras bravas es un serio problema social en el país desde hace aproximadamente dos décadas. En los últimos años el problema parece desbordar a la población y al propio Estado.
Las barras bravas más conocidas en Perú son "Comando Sur" de Alianza Lima, "Trinchera Norte" de Universitario, “Extremo Celeste” de Sporting Cristal La Banda del Basurero del Deportivo Municipal y "Juventud Rosada" de Sport Boys.
Las hinchadas de Alianza Lima y de Universitario de Deportes son las más grandes del país, y presentan constantes enfrentamientos causando daños materiales e incluso muertes.
Uno de los varios enfrentamientos entre estos dos equipos que terminaron en tragedia fue en Chimbote: un clásico del fútbol peruano entre Alianza Lima y Universitario en 2007, trasladado hacia dicha ciudad con el fin de evitar enfrentamientos de consideración, dejó heridos y un hincha del Alianza Lima muerto por un accidente.
El accidente más fatal fue la Tragedia del Estadio Nacional del Perú fue un suceso ocurrido el 24 de mayo de 1964 en un enfrentamiento entre Argentina y Perú en el Estadio Nacional de Lima, Perú, que provocó la muerte de 328 hinchas peruanos y 500 resultaron heridos. Es considerada como la mayor tragedia en un estadio de fútbol de todos los tiempos.

## Venezuela

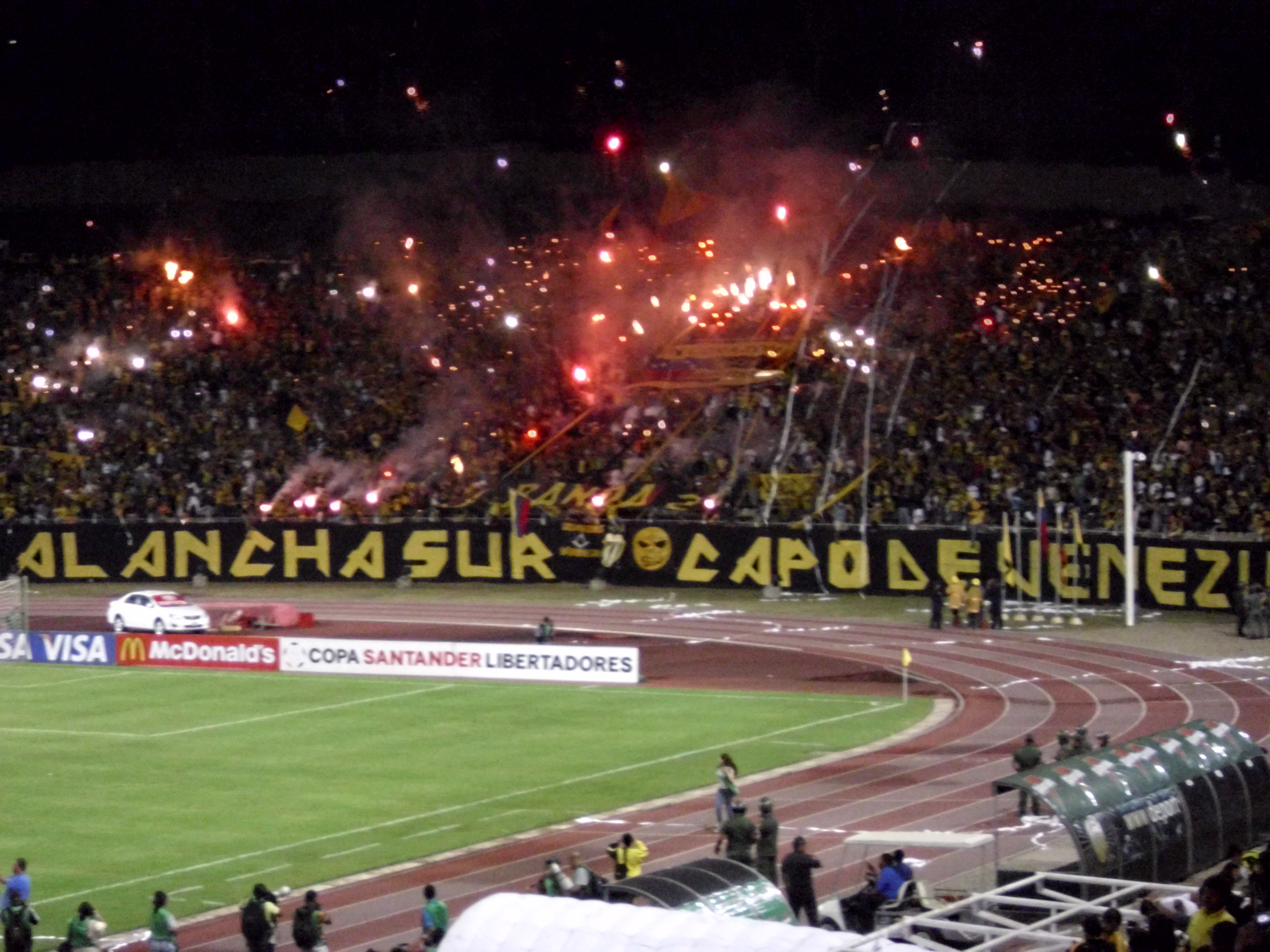
Barra Avalancha Sur del Deportivo Táchira FC.

Se considera a la Avalancha Sur del Deportivo Táchira como una de las mayores barras del país. Una de las principales características de la Avalancha Sur es que ha sido protagonista de diversos actos de violencia, como el del Estadio La Carolina de la ciudad de Barinas, en el que dejó como resultado el deterioro de más de 600 sillas, o el que tuvo lugar en el Estadio José Antonio Páez, donde se enfrentaron a un grupo de hinchas del Portuguesa Fútbol Club y Zamora, provocando dos muertes. Sin embargo, el mayor hecho de violencia hasta el momento ocurrió el 17 de diciembre de 2000, luego de que el exfutbolista del Caracas Fútbol Club, Alexander Rondón, golpeara a un aficionado tachirense, lo que hizo que los integrantes de la barra ingresaran al terreno de juego y protagonizaran disturbios que finalizaron con la quema del autobús de los caraqueños, también se han enfrentado a la temida barra "La Petrolera" del Zulia Fútbol Club en diversas ocasiones.

## México

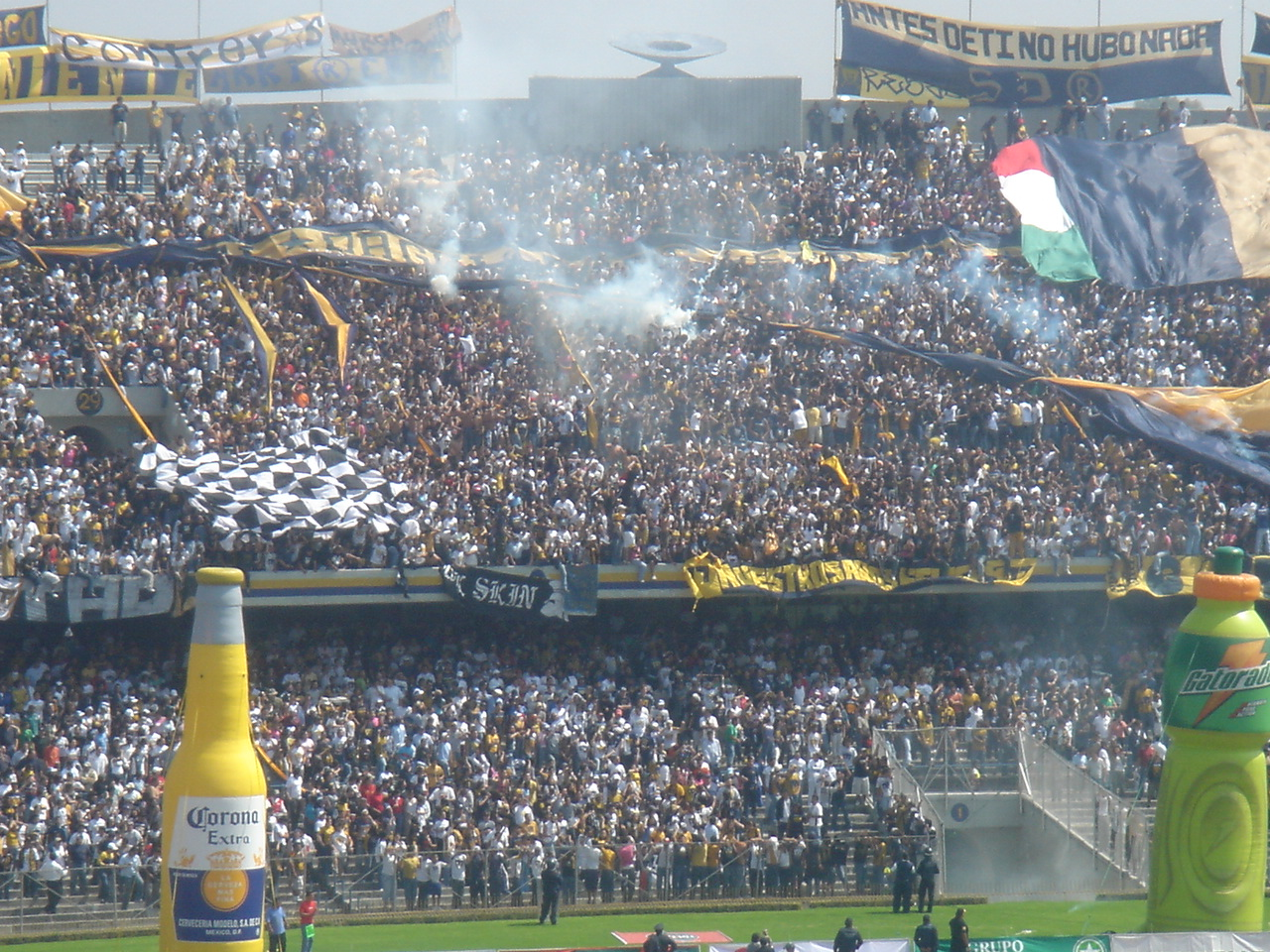
La Rebel, barra del Club Universidad Nacional.

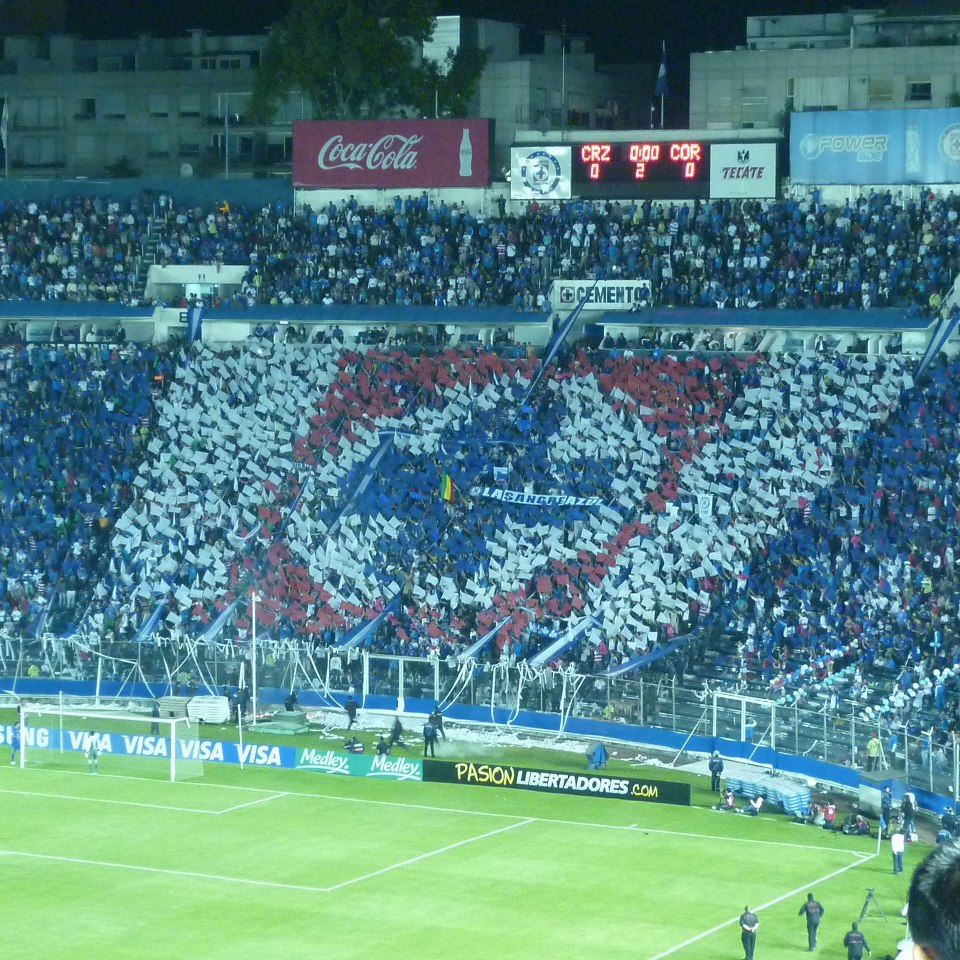
Mosaico de La Sangre Azul, del Cruz Azul.

La cultura de apoyo se encuentra vigente en el país norteamericano desde la existencia del fútbol americano colegial en los 50, donde se recurrieron a las célebres "porras", un ejemplo claro es el llamado Clásico universitario, rivalidad entre las dos máximas casas de estudio, el Instituto Politécnico Nacional (I.P.N.) y la Universidad Nacional Autónoma de México (U.N.A.M.), en ese acontecimiento, se reunían los estudiantes y apasionados al deporte, que vestían los colores de su institución, entonando el "Huellum", vistiendo guinda y blanco los del "Poli", entonando el "Goya", vistiendo azul marino y dorado los de la "Universidad", sumado a la porra, composición rítmica a veces poética, dedicada a mostrar respaldo a los conjuntos amados, así como para apaciguar el apoyo del contrario o "rival" Tal concepto fue conocido como "porra". En el ámbito futbolístico, estaba presentes el típico "Chiquitibum" y la "Ola", característico de los mexicanos como uso deportivo. Años posteriores, sería reemplazado por lambadas y cánticos sudamericanos de origen para dar pie a las barras bravas.

## Costa Rica

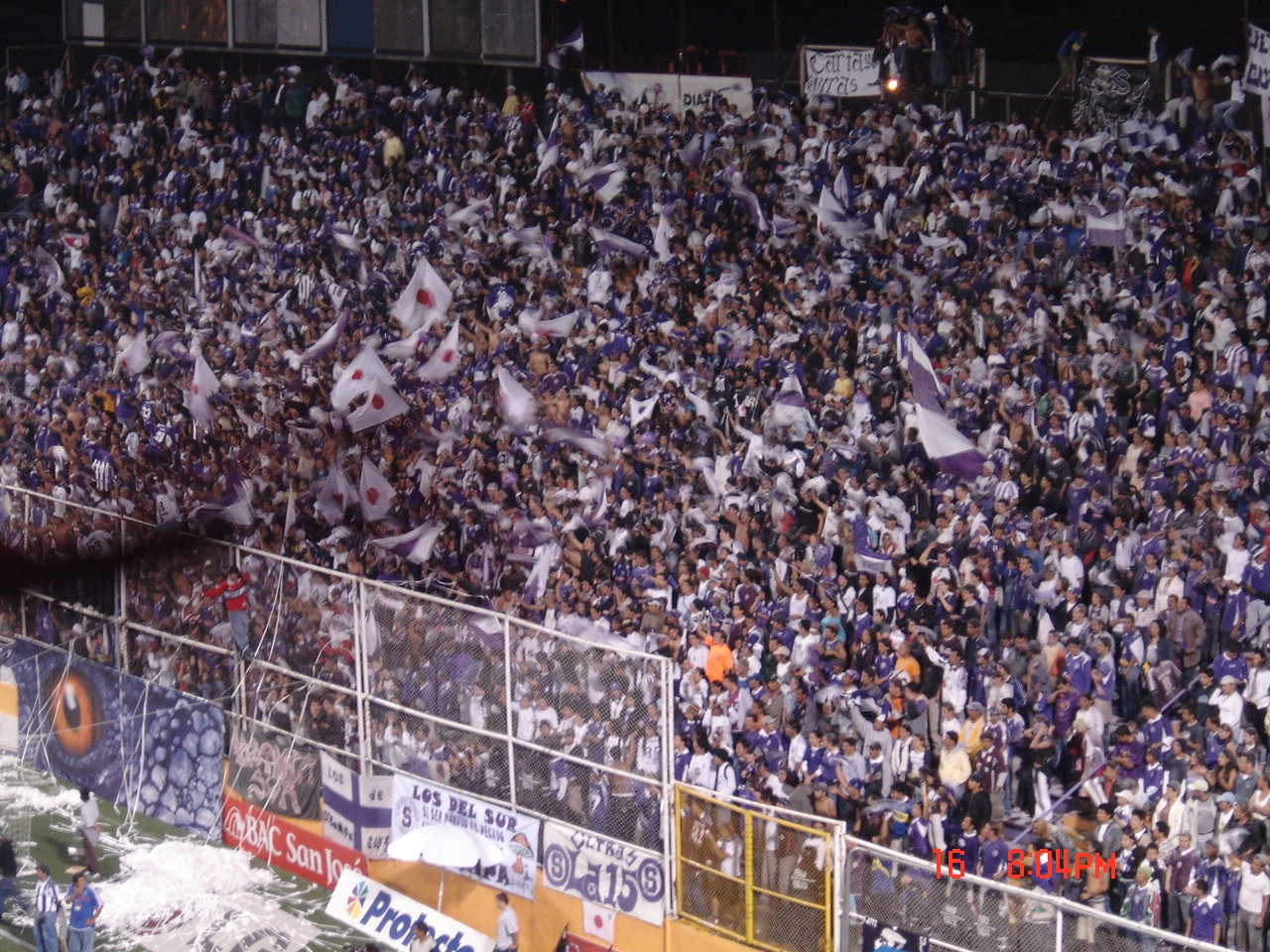
La barra "Ultra" del Deportivo Saprissa

En Costa Rica existen dos barras más conocidas, por parte del Deportivo Saprissa la barra se llama "La Ultra" y por parte de la Liga Deportiva Alajuelense la barra se llama "La 12". Estas barras son las más fuertes y tradicionales del país, ya que ambos equipos enfrentan al dominado Clásico Nacional, en varias ocasiones estas barras han ocasionado conflictos con otros aficionados del rival, por lo que hay una presencia de oficiales en el estadio cada vez que se realiza un clásico.

## Guatemala
A principios de 1997, un grupo de aficionados de Comunicaciones formaron la primera barra brava organizada en este pais centroamericano, conocida como "Vltra Svr" (Ultra Sur). Este grupo se caracterizó por los cánticos y forma de alentar al equipo durante todo el partido, además de recibimientos, bombos, banderazos y caminatas, algo que no se acostumbraba en el fútbol de Guatemala. 
A través de los años algunos equipos siguieron adoptando esta cultura como "La banda del rojo" del CSD Municipal y "Sexto Estado" de Xelajú MC, siendo estas 3 las de mayor convocatoria en el pais.